# Huhujärvi
Huhujärvi är en sjö i kommunen Enare i landskapet Lappland i Finland. Sjön ligger 150,8 meter över havet. Arean är 60 hektar och strandlinjen är 8,11 kilometer lång. Sjön  ingår i Pasvik älvs huvudavrinningsområde.   Den ligger omkring 340 kilometer norr om Rovaniemi och omkring 1000 kilometer norr om Helsingfors. 